# Manuel Pérez (ur. 1980)
Manuel Pérez Flores (ur. 22 stycznia 1980 w Guadalajarze) – meksykański piłkarz występujący najczęściej na pozycji defensywnego pomocnika, obecnie zawodnik Veracruz.

## Kariera klubowa
Pérez pochodzi z miasta Guadalajara i jest wychowankiem akademii juniorskiej tamtejszego zespołu piłkarskiego Club Atlas. W meksykańskiej Primera División zadebiutował za kadencji szkoleniowca Efraína Floresa – 10 listopada 2001 w przegranym 1:5 spotkaniu z Celayą. Fazę Verano sezonu 2002/2003 spędził na wypożyczeniu w drugoligowej filii Atlasu – Atlético Cihuatlán. Miejsce w wyjściowej jedenastce ekipy wywalczył sobie po przyjściu do klubu trenera Sergio Bueno, w fazie Clausura rozgrywek 2003/2004. 6 marca 2005, w przegranej 2:3 konfrontacji z Pumas UNAM, strzelił swojego pierwszego gola w najwyższej klasie rozgrywkowej. Już do końca swojego pobytu w Atlasie Pérez był podstawowym graczem drużyny, jednak nie osiągnął z nią większych sukcesów zarówno na arenie krajowej, jak i międzynarodowej.
Latem 2007 Pérez przeszedł do drużyny CF Monterrey. Tam, mimo regularnej gry, nie zawsze pojawiał się na ligowych boiskach w wyjściowej jedenastce i po upływie sezonu został wypożyczony do beniaminka pierwszej ligi – Indios de Ciudad Juárez. W fazie Clausura rozgrywek 2008/2009 doszedł z Indios aż do półfinału fazy play–off. Cały rok 2010 spędził na wypożyczeniu w ekipie Deportivo Toluca, z którą zdobył pierwszy w swojej karierze tytuł mistrza kraju w sezonie Bicentenario 2010. Bliski powtórzenia tego osiągnięcia był także rok później, już w barwach Monarcas Morelia, jednak w dwumeczu finałowym rozgrywek Clausura jego drużyna uległa Pumas UNAM. Zarówno w Toluce, jak i w Morelii Pérez pełnił funkcję rezerwowego, nie potrafiąc wywalczyć sobie miejsca w pierwszym składzie tych zespołów.
Wiosną 2012 Pérez został piłkarzem meksykańskiego drugoligowca Tiburones Rojos de Veracruz.
| Sezon   | Klub                        | Kraj   | Rozgrywki        | Mecze | Bramki |
| ------- | --------------------------- | ------ | ---------------- | ----- | ------ |
| 2001/02 | Club Atlas                  | Meksyk | Primera División | 1     | 0      |
| 2002/03 | Atlético Cihuatlán          | Meksyk | Liga de Ascenso  | 6     | 2      |
| 2003/04 | Club Atlas                  | Meksyk | Primera División | 28    | 0      |
| 2004/05 | Club Atlas                  | Meksyk | Primera División | 32    | 3      |
| 2005/06 | Club Atlas                  | Meksyk | Primera División | 24    | 6      |
| 2006/07 | Club Atlas                  | Meksyk | Primera División | 32    | 8      |
| 2007/08 | CF Monterrey                | Meksyk | Primera División | 24    | 2      |
| 2008/09 | Indios de Ciudad Juárez     | Meksyk | Primera División | 27    | 1      |
| 2009/10 | CF Monterrey                | Meksyk | Primera División | 0     | 0      |
| 2009/10 | Deportivo Toluca            | Meksyk | Primera División | 11    | 2      |
| 2010/11 | Deportivo Toluca            | Meksyk | Primera División | 2     | 0      |
| 2010/11 | Monarcas Morelia            | Meksyk | Primera División | 14    | 1      |
| 2011/12 | Monarcas Morelia            | Meksyk | Primera División | 7     | 0      |
| 2011/12 | Tiburones Rojos de Veracruz | Meksyk | Liga de Ascenso  |       |        |

## Kariera reprezentacyjna
W seniorskiej reprezentacji Meksyku Pérez zadebiutował za kadencji selekcjonera Hugo Sáncheza – 28 lutego 2007 w wygranym 3:1 meczu towarzyskim z Wenezuelą. Był to zarazem jego jedyny występ w kadrze narodowej.